# Arp 98
Arp 98 ist die Bezeichnung einer interagierendes Galaxienpaar im Sternbild Dreieck, welche aus einer Spiralgalaxie und einer elliptischen Galaxie besteht und zusammen als Arp 98 katalogisiert ist. Halton Arp gliederte seinen Katalog ungewöhnlicher Galaxien nach rein morphologischen Kriterien in Gruppen. Diese Galaxie gehört zu der Klasse Spiralgalaxien mit einem elliptischen Begleiter auf einem Arm.